# Infanterie-Division Scharnhorst
Die Infanterie-Division Scharnhorst, auch Volksgrenadier-Division Scharnhorst, war eine deutsche Infanterie-Division im Zweiten Weltkrieg.

## Divisionsgeschichte
Die Division wurde am 30. März 1945 im Zuge der 35. Aufstellungswelle aus Teilen der Infanterie-Division Potsdam, der im Hunsrück zerschlagenen 340. Infanterie-Division und der ebenfalls vernichteten 167. Infanterie-Division, aber überwiegend aus Offiziers- und Unteroffiziersschulen (z. B. der Pionier-Schule Dessau und der Führernachwuchsschulen) sowie Ersatzeinheiten gebildet, im Raum Dessau-Roßlau im Typus einer Infanterie-Division 45 für den Wehrkreis XI aufgestellt. Ein Großteil des Personals waren damit junge, kriegsunkundige Offizieranwärter und RAD-Männer. Die Division wurde nach Gerhard von Scharnhorst benannt. 
Sie kam am 12. April 1945 bei Barby gegen alliierte Truppen zum Einsatz. Ab dem 23. April 1945 war die Division dem XX. Armeekorps der 12. Armee zugeordnet. Am 26. April erfolgte die letzte Angriffsoperation im Zweiten Weltkrieg bei Beelitz mit der Formation:
- auf der linken Flanke: Infanterie-Division Ulrich von Hutten
- im Zentrum: Infanterie-Division Scharnhorst
- auf der rechten Flanke: Infanterie-Division Theodor Körner

Die Einheit griff das Dorf Linthe an. Reesdorf konnte eingenommen werden. Beelitz konnte aber nicht eingenommen werden. Insgesamt kam es zum kurzfristigen Raumgewinn gegen die überraschten sowjetischen Truppen. Es gelang die Befreiung von ca. 3000 verwundeten deutschen Soldaten aus den Beelitz-Heilstätten aus der sowjetischen Gefangenschaft. Anschließend erfolgt noch die Aufnahme von Restverbänden der 9. Armee, welche im Kessel von Halbe gekämpft hatten. Am 2. Mai 1945 ging die Division bei Tangermünde in US-amerikanische Kriegsgefangenschaft.

## Kommandeure
- Oberst im Generalstab Heinrich Borgmann: von der Aufstellung bis Anfang April 1945
- Generalmajor/Generalleutnant Heinrich Götz: ab Anfang April 1945 bis zur Auflösung

## Gliederung
- Grenadier-Regiment Scharnhorst 1
- Grenadier-Regiment Scharnhorst 2 (aus Angehörigen der Luftwaffe gebildet)
- Grenadier-Regiment Scharnhorst 3
- Artillerie-Regiment Scharnhorst (aus Teilen des Volks-Artillerie-Korps 412)
- Füsilier-Bataillon Scharnhorst (von der vernichteten Infanterie-Division Potsdam)
- Panzerjäger-Bataillon Scharnhorst mit Jagdpanzer 38, aber auch mit einer Kompanie mit Panjewagen und Pferde[1]
- Pionier-Bataillon Scharnhorst
- Nachrichten-Bataillon Scharnhorst

## Bekannte Divisionsangehörige
- Sigo Lehming: als Unteroffizieranwärter mit der Aufstellung in der Division und ab April 1945 im Grenadier-Regiment Scharnhorst 3